# Кэ (кана)
け в хирагане и ケ в катакане — символы японской каны, используемые для записи ровно одной моры. В системе Поливанова записывается кириллицей: «кэ», в международном фонетическом алфавите звучание записывается: /ke/. В современном японском языке находится на девятом месте в слоговой азбуке, после く и перед こ.

## Происхождение
け появился в результате упрощённого написания кандзи 計, а ケ произошёл от кандзи 介.

## Написание
|  |  |

## Коды символов вкодировках
- Юникод:
  - け: U+3051,
  - ケ: U+30B1.